# Пинков, Александр Петрович
Александр Петрович Пинков (3 сентября 1952, село Верхняя Дубрава (Вислая Дубрава), Николо-Черемшанский район Ульяновская область) — глава муниципального образования «Город Ульяновск» (2010 — 2011). Внук Пинкова Фёдора Максимовича — Героя Социалистического Труда.

## Биография
Родился 3 сентября 1952 года в селе Верхняя Дубрава (Вислая Дубрава) Николо-Черемшанского района Ульяновской области.
Выпускник средней школы № 3 (ныне Мариинская гимназия) 1967 года. В 1971 году окончил Ульяновский автомеханический техникум. С 1971 по 1973 проходил военную службу в Советской Армии. В 1990 году окончил Ульяновский филиал Куйбышевского планового института. Имеет учёную степень — кандидат экономических наук.
Прошел путь от контролера до директора по производству крупного промышленного предприятия ОАО «Ульяновский автомобильный завод».
В 2005 году Александр Петрович был назначен на должность заместителя Главы администрации Ульяновской области, а затем заместителя Председателя Правительства Ульяновской области. В 2008 году назначен первым заместителем Председателя Правительства Ульяновской области.
14 марта 2010 избран на пост главы муниципального образования «Город Ульяновск» и 22 марта 2010 вступил в должность.
7 декабря 2011 года подал в отставку после провала ЕР на выборах депутатов Государственной Думы ФС РФ в городе Ульяновске.
12 декабря 2011 года назначен на пост первого заместителя Председателя Правительства Ульяновской области.
В январе 2015 года стал исполняющим обязанности ректора Ульяновского государственного технического университета, до 10 октября 2019 года, ушёл по собственному желанию.

## Награды и звания
Награждён орденом «Почёта», орденом «Дружбы», присвоены звания «Почётный машиностроитель», «Ветеран труда УАЗа» и «Ветеран труда Министерства автомобильной промышленности».